# Lituolida
Lituolida es un orden de foraminíferos bentónicos (clase Foraminiferea, o Foraminifera), cuyos taxones han sido tradicionalmente incluidos en el suborden Textulariina o en el orden Textulariida. Su rango cronoestratigráfico abarca desde el Cámbrico hasta la actualidad.

## Clasificación
Lituolida incluye a las siguientes superfamilias:
- Superfamilia Ammodiscoidea
- Superfamilia Rzehakinoidea
- Superfamilia Hormosinoidea
- Superfamilia Lituoloidea
- Superfamilia Haplophragmioidea
- Superfamilia Coscinophragmatoidea
- Superfamilia Loftusioidea
- Superfamilia Spiroplectamminoidea
- Superfamilia Verneuilinoidea
- Superfamilia Ataxophragmioidea

Clasificaciones más recientes excluyen varias de estas superfamilias (Haplophragmioidea, Coscinophragmatoidea, Loftusioidea y Ataxophragmioidea) del concepto de Lituolida y lo subdividen en los siguientes subórdenes:
- Suborden Rzehakinina
- Suborden Hormosinina
- Suborden Lituolina
- Suborden Spiroplectamminina
- Suborden Trochamminina
- Suborden Verneuilinina
- Suborden Nezzazatina

Clasificaciones aún más recientes consideran el suborden Rzehakinina un sinónimo posterior del suborden Schlumbergerinina y lo elevan a la categoría de orden (orden Schlumbergerinida).
Algunas clasificaciones incluyeron la superfamilia Trochamminoidea, y por tanto el actual suborden Trochamminina, en el orden Trochamminida.